# فهمین مرادبی‌لی
فهمین مرادبی‌لی (ترکی آذربایجانی: Fəhmin Muradbəyli؛ زادهٔ ۱۶ مارس ۱۹۹۶) بازیکن فوتبال اهل جمهوری آذربایجان است.
وی همچنین در تیم‌های ملی فوتبال زیر ۱۷ سال جمهوری آذربایجان، زیر ۱۹ سال جمهوری آذربایجان، و زیر ۲۱ سال جمهوری آذربایجان بازی کرده‌است.